# Angela Alupei
Angela Alupei, född den 1 maj 1972 i Bacău i Rumänien, är en rumänsk roddare.
Hon tog OS-guld i lättvikts-dubbelsculler i samband med de olympiska roddtävlingarna 2004 i Aten.